# Norito
Nell'ambito dello scintoismo, i norito (parole pronunciate) sono discorsi solenni di carattere magico pronunciati in pubblico dai membri della famiglia Nakatomi nell'epoca Nara (710-784 d.C.), i quali con gli Imbe condividevano il monopolio delle cose di culto scintoista.
Ne sono giunti a noi 27, scritti nell'Engi-shiki.
Lo stile è serio e maestoso, i periodi sono lunghi con molte metafore e ripetizioni. La lingua è arcaica; infatti questi sono tra i più antichi documenti in giapponese.